# Liga Amateur Inka
Las Ligas Amateur de Fútbol de Perú forman parte de la Copa Perú, los equipos que sean campeones y subcampeones distritales pasan a la siguiente etapa provincial donde los equipos de la misma provincia compiten para ser campeones y subcampeones provinciales, pasando así a los Torneos Departamentales, donde los respectivos equipos de cada provincia compiten con los demás equipos de su mismo departamento para ser el campeón o subcampeón departamental. Así pasan a la etapa nacional donde se compiten equipos de todo el Perú. El campeón de la Copa Perú asciende a la Primera División del Perú y el subcampeón a la Segunda División del Perú.
La presente tiene el agregado de presentar a los primeros puestos de algunas ligas distritales, donde se ha tomado en cuenta los 5 primeros puestos, prevalece su orden ganado en el campo o determinado por los reglamentos internos (partidos ganados o perdidos en mesa). No determinados por otras causas de no participar de la etapa provincial, voluntariamente por motivos económicos, castigos o impedimentos de diversa índole (falta de documentación registral u otros determinados por la FPF), lo que podría y ha modificado las posiciones como representantes del distrito en la siguiente etapa en muchas ocasiones.
En efecto a fin de ordenar la participación de sus integrantes a partir del 2016 será imprescindible el registro de los equipos de Primera, Segunda y Tercera distrital en los registros públicos por ser una exigencia de la Federación Peruana de Fútbol.
1. 1. Liga Distrital de Chakis

| Ed. | Season | Champion                                    |
| --- | ------ | ------------------------------------------- |
| 1   | 1987   | Alonso Brow                                 |
| 2   | 1988   | Defensor La Plata                           |
| 3   | 1989   | San Antonio                                 |
| 4   | 1990   | Deportivo Octi                              |
| 5   | 1991   | Juventud La Perla                           |
| 6   | 1992   | Sport Tauro                                 |
| 7   | 1993   | Juventud La Perla                           |
| 8   | 1994   | Niga Tucumán                                |
| 9   | 1995   | Francisco Pizarro - Somos Center            |
| 10  | 1996   | Juventud La Perla                           |
| 11  | 1997   | Somos Aduanas                               |
| 12  | 1998   | Somos Aduanas                               |
| 13  | 1999   | Somos Aduanas                               |
| 14  | 2000   | María Auxiliadora                           |
| 15  | 2001   | Somos Aduanas                               |
| 16  | 2002   | Academia Libra                              |
| 17  | 2003   | Defensor KINO                               |
| 18  | 2004   | Alta Tacna                                  |
| 19  | 2005   | Sport Huáscar                               |
| 20  | 2006   | Cantolao                                    |
| 21  | 2007   | Defensor Tacna                              |
| 22  | 2008   | Defensor Tacna                              |
| 23  | 2009   | Juventud La Perla                           |
| 24  | 2010   | América Latina                              |
| 25  | 2011   | América Latina                              |
| 26  | 2012   | América Latina                              |
| 27  | 2013   | América Latina                              |
| 28  | 2014   | Cantolao                                    |
| 29  | 2015   | Cantolao                                    |
| 30  | 2016   | América Latina                              |
| 31  | 2017   |                                             |
| 32  | 2018   |                                             |
| 33  | 2019   |                                             |
| –   | 2020   | Cancelado debido a la Pandemia del COVID-19 |
| –   | 2021   | Cancelado debido a la Pandemia del COVID-19 |
| 34  | 2022   | San Judas Tadeo                             |

1. 1. Liga Distrital de Dulanto

| Año  | Campeón                                     |
| ---- | ------------------------------------------- |
| 2009 | Atlético Pilsen Callao                      |
| 2010 | Atlético Centenario                         |
| 2011 | Sucre Callao                                |
| 2012 | Defensor Todos Unidos                       |
| 2013 | Defensor Todos Unidos                       |
| 2014 | Halcones de Dulanto                         |
| 2015 | Sucre Callao                                |
| 2016 | Independiente Unión Chalaca                 |
| 2017 | Atlético Pilsen Callao                      |
| 2018 | Sucre Callao                                |
| 2019 | Independiente Unión Chalaca                 |
| 2020 | Cancelado debido a la Pandemia del COVID-19 |
| 2021 | Cancelado debido a la Pandemia del COVID-19 |
| 2022 | Defensor Todos Unidos                       |
| 2023 | Atlético Pilsen Callao                      |

1. 1. Liga Distrital de Ventanilla

| Ed. | Año                        | Campeón                                     |
| --- | -------------------------- | ------------------------------------------- |
| 1   | 1975                       | Hijos de Yurimaguas                         |
| 2   | 1976                       | San Martín                                  |
| 3   | 1977                       | Hijos de Yurimaguas                         |
| 4   | 1978                       | San Martín                                  |
| 5   | 1979                       | Hijos de Yurimaguas                         |
| 6   | 1980                       | Hijos de Yurimaguas                         |
| 7   | 1981                       | Estrella Azul                               |
| 8   | 1982                       | Estrella Azul                               |
| 9   | 1983                       | Hijos de Yurimaguas                         |
| 10  | 1984                       | Estrella Azul                               |
| 11  | 1985 \|\| Atlético Corinto |                                             |
| 12  | 1986                       | Estrella Azul                               |
| 13  | 1987                       | Sport Boys Ventanilla                       |
| 14  | 1988                       | Estrella Azul                               |
| 15  | 1989                       | Juventud La Esperanza                       |
| 16  | 1990                       | Estrella Azul                               |
| 17  | 1991                       | Estrella Azul                               |
| 18  | 1992                       | Estrella Azul                               |
| 19  | 1993                       | Estrella Azul                               |
| 20  | 1994                       | Estrella Azul                               |
| 21  | 1995                       | Estrella Azul                               |
| 22  | 1996                       | Estrella Azul                               |
| 23  | 1997                       | Estrella Azul                               |
| 24  | 1998                       | Estrella Azul                               |
| 25  | 1999                       | Estrella Azul                               |
| 26  | 2000                       | Estrella Azul                               |
| 27  | 2001                       | Estrella Azul                               |
| 28  | 2002                       | Estrella Azul                               |
| 29  | 2003                       | Estrella Azul                               |
| 30  | 2004                       | Estrella Azul                               |
| 31  | 2005                       | Estrella Azul                               |
| 32  | 2006                       | Estrella Azul                               |
| 33  | 2007                       | Estrella Azul                               |
| 34  | 2008                       | Estrella Azul                               |
| 35  | 2009                       | Estrella Azul                               |
| 36  | 2010                       | Estrella Azul                               |
| 37  | 2011                       | Estrella Azul                               |
| 38  | 2012                       | Estrella Azul                               |
| 39  | 2013                       | Estrella Azul                               |
| 40  | 2014                       | Estrella Azul                               |
| 41  | 2015                       | Estrella Azul                               |
| 42  | 2016                       | Estrella Azul                               |
| 43  | 2017                       | Estrella Azul                               |
| 44  | 2018                       | Juventud América Ventanilla                 |
| 45  | 2019                       | Asociación Deportiva Naval                  |
| –   | 2020                       | Cancelado debido a la Pandemia del COVID-19 |
| –   | 2021                       | Cancelado debido a la Pandemia del COVID-19 |
| 46  | 2022                       | Juventud América Ventanilla                 |
| 47  | 2023                       | Asociación Deportiva Naval                  |

1. 1. Liga Distrital de Carmen de la Legua Reynoso

| Año  | Campeón                                     |
| ---- | ------------------------------------------- |
| 2016 | Estrella Azul                               |
| 2017 | Alianza Pizarro                             |
| 2018 | Somos Aduanas                               |
| 2019 | Somos Aduanas                               |
| 2020 | Cancelado debido a la Pandemia del COVID-19 |
| 2021 | Cancelado debido a la Pandemia del COVID-19 |
| 2022 | Atlético Jardín                             |
| 2023 | Somos Aduanas                               |

1. 1. Liga Distrital de Mi Perú

| Año  | Campeón                                     |
| ---- | ------------------------------------------- |
| 2018 | Juana de Arco                               |
| 2019 | Juana de Arco                               |
| 2020 | Cancelado debido a la Pandemia del COVID-19 |
| 2021 | Cancelado debido a la Pandemia del COVID-19 |
| 2022 | Atlético Jardín                             |
| 2023 | Juventud América Ventanilla                 |

1. 1. Liga Distrital de La Perla

| Año  | Campeón                                     |
| ---- | ------------------------------------------- |
| 2009 | Atlético Pilsen Callao                      |
| 2010 | Atlético Pilsen Callao                      |
| 2011 | Atlético Centenario                         |
| 2012 | Defensor Todos Unidos                       |
| 2013 | Defensor Todos Unidos                       |
| 2014 | Halcones de Dulanto                         |
| 2015 | Sucre Callao                                |
| 2016 | Independiente Unión Chalaca                 |
| 2017 | Atlético Pilsen Callao                      |
| 2018 | Sucre Callao                                |
| 2019 | Independiente Unión Chalaca                 |
| 2020 | Cancelado debido a la Pandemia del COVID-19 |
| 2021 | Cancelado debido a la Pandemia del COVID-19 |
| 2022 | Defensor Todos Unidos                       |
| 2023 | Atlético Pilsen Callao                      |

1. 1. Liga Distrital de Callao

| Año  | Campeón                                     |
| ---- | ------------------------------------------- |
| 2016 | Atlético Chalaco                            |
| 2017 | Atlético Chalaco                            |
| 2018 | Social Chalaco                              |
| 2019 | AD Naval                                    |
| 2020 | Cancelado debido a la Pandemia del COVID-19 |
| 2021 | Cancelado debido a la Pandemia del COVID-19 |
| 2022 | Atlético Chalaco                            |
| 2023 | Atlético Chalaco                            |